# Hemicordulia tau
Hemicordulia tau är en trollsländeart som först beskrevs av Selys 1871.  Hemicordulia tau ingår i släktet Hemicordulia och familjen skimmertrollsländor. Inga underarter finns listade i Catalogue of Life.

## Bildgalleri

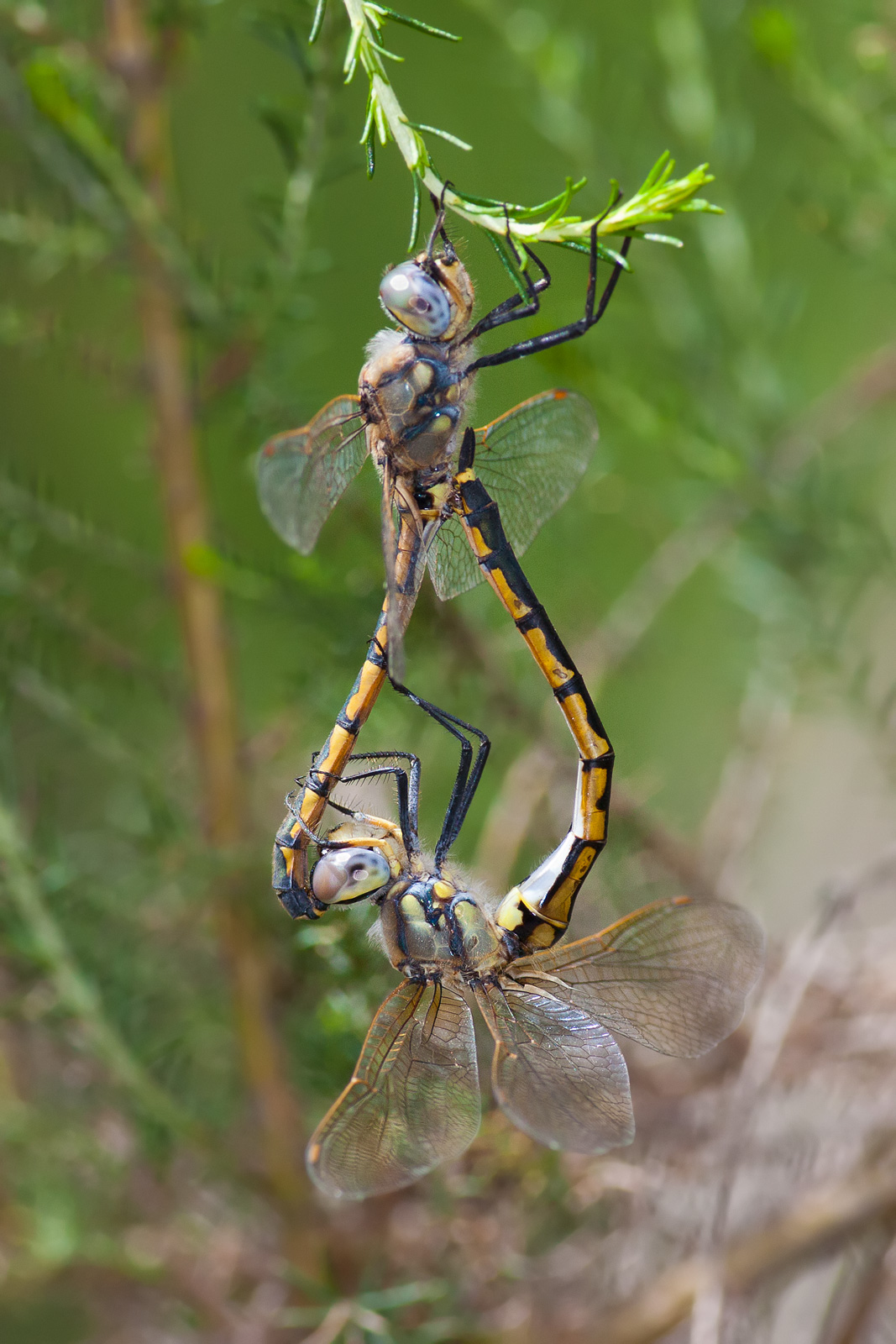
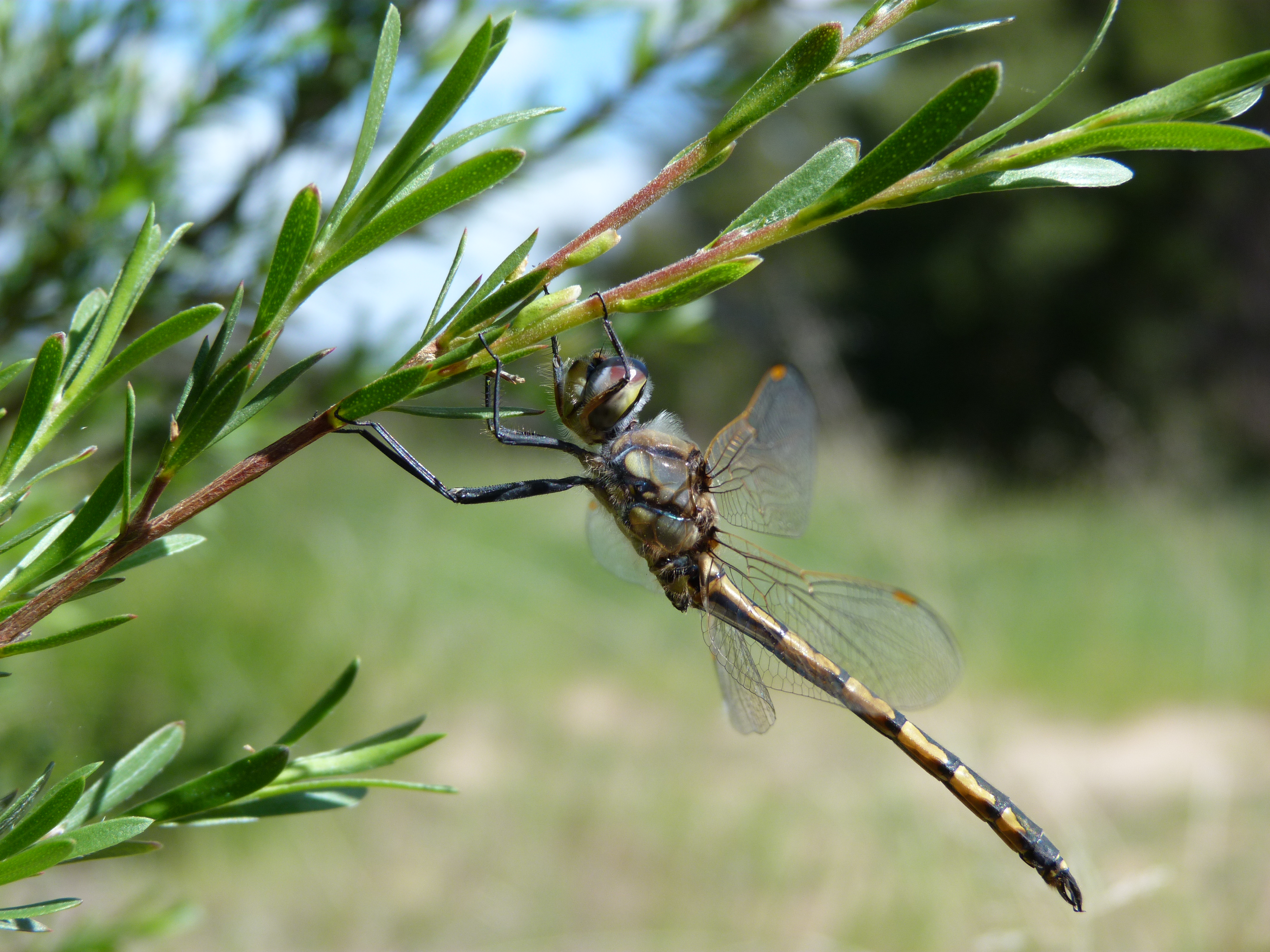
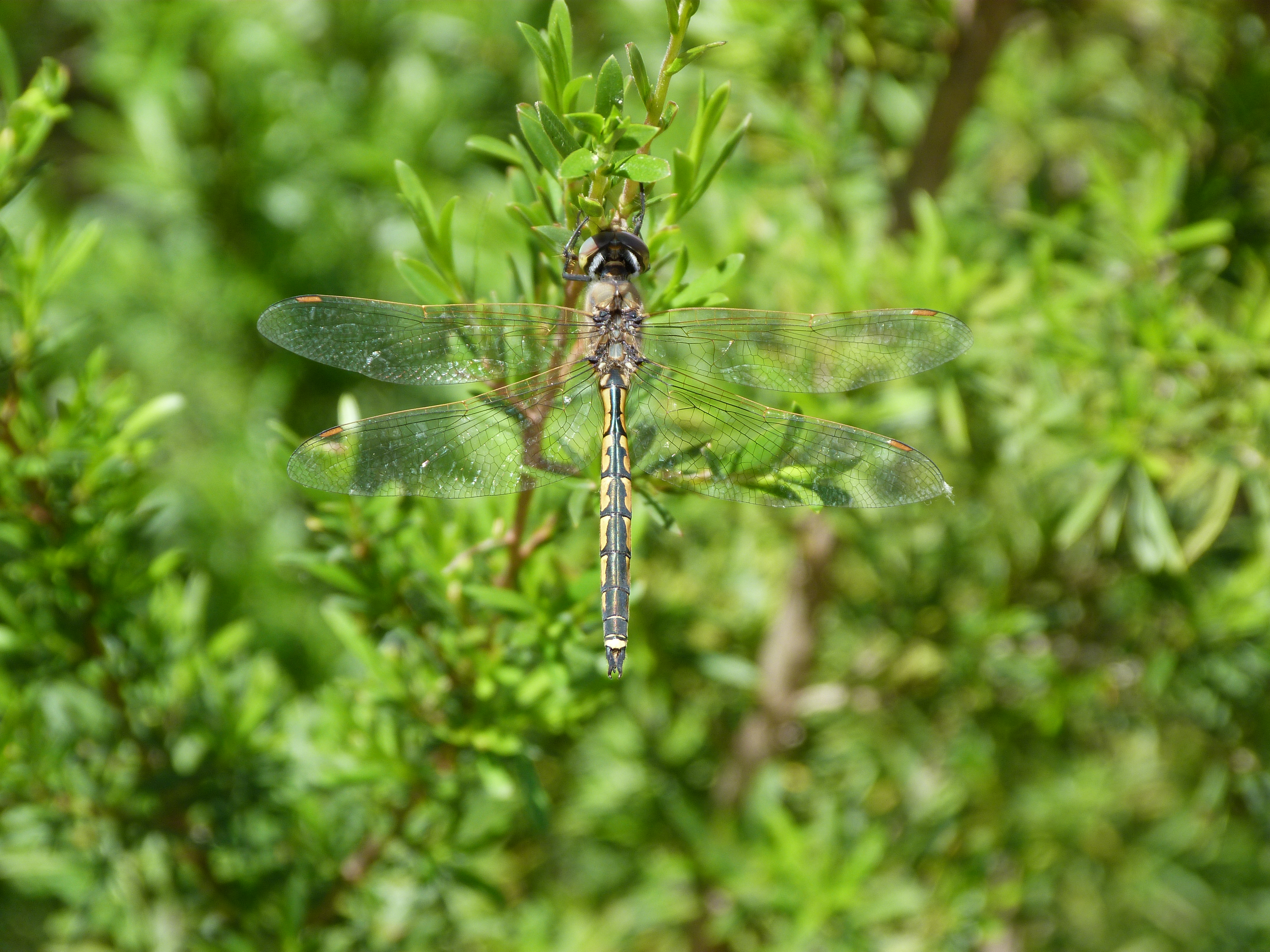
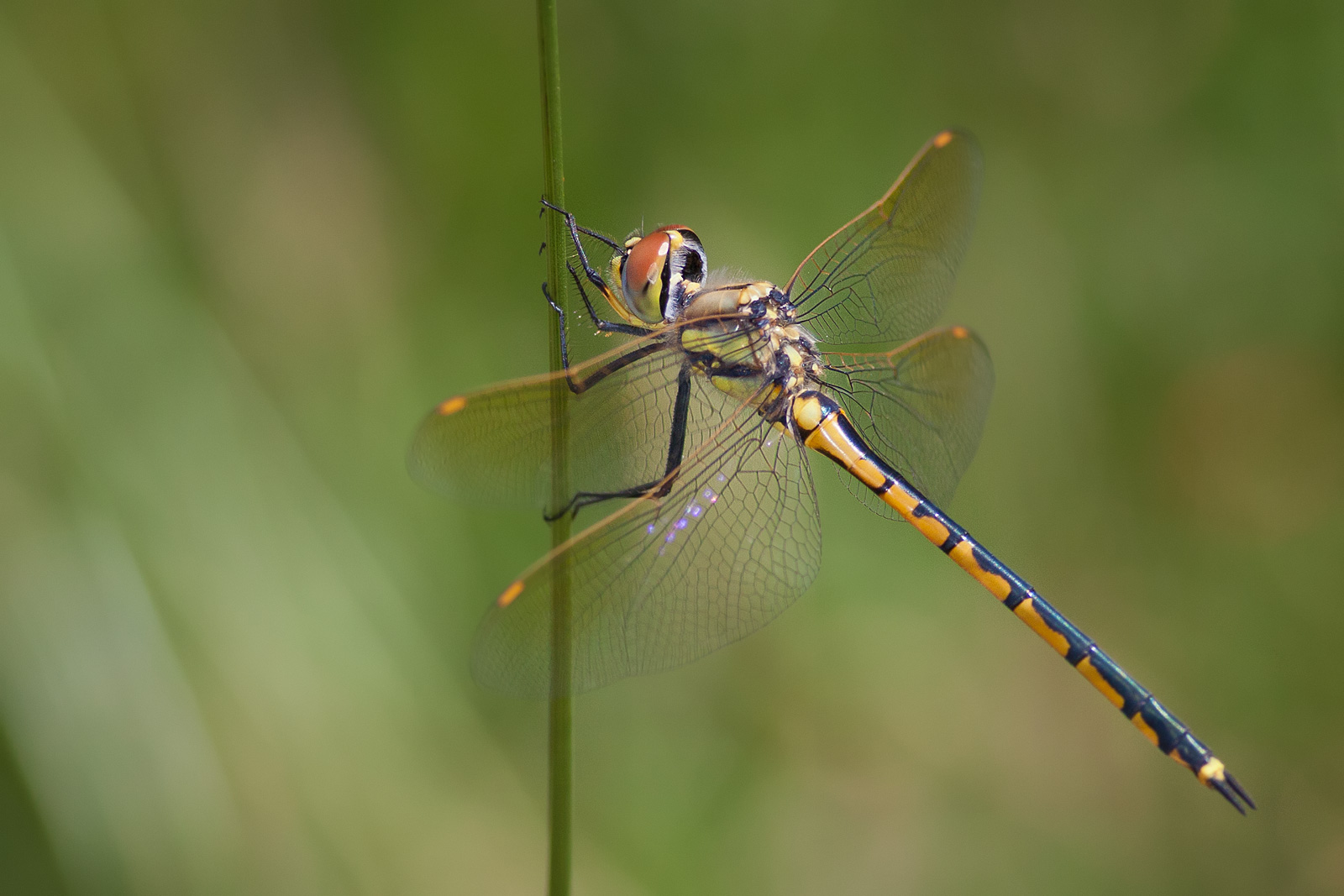